# مرکز تاریخی کیتو
مرکز تاریخی کیتو در بخش جنوبی مرکزی شهر کیتو، اکوادور، در مساحتی به وسعت ۳۷۵٫۲ هکتار (۳٫۷۵ کیلومتر مربع) واقع شده است و بهترین مجموعه تاریخی حفظ شده کشور و یکی از مهم ترین‌ها در نوع خود، در آمریکای لاتین محسوب می‌شود. حدود ۱۳۰ ساختمان تاریخی (که تنوع زیادی از هنرهای تصویری و مجسمه‌سازی را در خود جای داده است، عمدتاً ماهیتی مذهبی دارند و از طیف متنوعی از مدارس و سبک‌ها الهام گرفته شده‌اند) و پنج هزار ملک ثبت شده در فهرست دارایی‌های میراث شهرداری قرار دارند. همچنین یکی از ۸۵ محله ای است که منطقه شهری پایتخت اکوادور را تشکیل می‌دهد.
این مکان توسط یونسکو همراه با کراکوف (لهستان) به عنوان اولین میراث فرهنگی بشریت در ۸ سپتامبر ۱۹۷۸ اعلام شدند. مرکز تاریخی کیتو تحت معیارهای (ii) و (iv) در فهرست میراث جهانی ثبت شد، زیرا نشان دهنده تبادل مهم ارزش‌های اجتماعی بین جمعیت اسپانیایی و بومی است که منجر به توسعه یک مجموعه معماری و یادبود منحصر به فرد شد. شهر بر روی خرابه‌های یک شهر اینکا و در ارتفاع ۲۸۵۰ متری ساخته شد. در متن کتیبهٔ ثبت جهانی آمده است: «کیتو یک مجموعه هماهنگ خاص خود را تشکیل می‌دهد که در آن کنش‌های انسان و طبیعت در کنار هم قرار گرفته‌اند تا اثری بی‌نظیر و متعالی در رده خود خلق کنند .» این شهر با کمترین تغییر و بهترین حالت حفظ شده در قارهٔ آمریکا است.

## محله‌های مرکز تاریخی (بخش)
از نظر تقسیم‌بندی سیاسی، مرکز تاریخی محله ای از کانتون کیتو نامیده می‌شود. این ناحیه از محله‌های زیر تشکیل شده است:
- لا مرسد
- سن روکه
- لا ویکتوریا
- سن دیگو
- گونزالس سوارز
- سن سباستین
- پانسیوس
- سن بلاس
- لا تولا
- سن مارکوس
- لا لوما
- لا رکولتا
- لا سنا